# Los Cenci
Los Cenci es una de las ocho Crónicas italianas de Stendhal, escritor francés cuyo nombre real es Henri Beyle, nacido en 1783, que junto a «La abadesa de Castro», «Vittoria Accoramboni», «La duquesa de Palliano», «San Francisco en Ripa», «Vanina Vanini», «Favores que matan» y «Sor Scolastica», forma un volumen escrito entre los años 1837 y 1838. 
Este cuento narra la historia de Santiago y Beatrice Cenci, y de Lucrezia Petroni, la madrastra de ambos, ejecutados por cometer parricidio en el año 1599. 
Fue la vida que llevaba Francisco Cenci, sus vicios, su propensión a los amores infames y su crueldad lo que le llevó a la perdición, ya que todos sus actos hacen que esposa e hija se pongan de acuerdo para acabar con su vida y así terminar con sus constantes sufrimientos.
Ambientada en el Renacimiento italiano, Stendhal trata diversos temas bastante controvertidos: el asesinato, el adulterio, la venganza, el engaño, mostrando una gran crudeza en todos ellos.